# Glaucopterum
Glaucopterum is een geslacht van wantsen uit de familie van de Miridae (Blindwantsen). Het geslacht werd voor het eerst wetenschappelijk beschreven door Wagner in 1963.

## Soorten
Het genus bevat de volgende soorten:

- Glaucopterum adspersum (K. Schmidt, 1939)
- Glaucopterum albonigrum Kerzhner, 1984
- Glaucopterum alborubrum Konstantinov & Vinokurov, 2011
- Glaucopterum atraphaxidis (V.G. Putshkov, 1979)
- Glaucopterum atraphaxius V.G. Putshkov, 1977
- Glaucopterum deserticola (Wagner, 1951)
- Glaucopterum emeljanovi Kerzhner, 1984
- Glaucopterum fabioi Carapezza, 1997
- Glaucopterum gobicum Kerzhner, 1984
- Glaucopterum heissi Konstantinov, 2006
- Glaucopterum kareli Wagner, 1963
- Glaucopterum kyzylkumi Kerzhner, 1984
- Glaucopterum lukjanovitshi V.G. Putshkov, 1975
- Glaucopterum lycii V. Putshkov, 1975
- Glaucopterum maculipenne Kerzhner, 1984
- Glaucopterum majus Kerzhner, 1984
- Glaucopterum minus Kerzhner, 1984
- Glaucopterum muminovi (Josifov, 1993)
- Glaucopterum nigroalbum Carapezza, 1997
- Glaucopterum polii (V.G. Putshkov, 1975)
- Glaucopterum pteropyri Linnavuori, 1998
- Glaucopterum putshkovi Kerzhner, 1984
- Glaucopterum vilgus (V.G. Putshkov, 1977)
- Glaucopterum zygophylli Kerzhner, 1984